# حروف الأجوبة
حروف الأجوبة وهي الحروف التي تقال أو يجاب بها على سؤال أو استفهام، وهي: (نعم، لا، اجل، بلى، إذن، إي) كالآتي:
1) نعم: حرف جواب للتصديق بعد الكلام الخبري، ويجوز الاكتفاء بها عن الجملة، وللاعلام بعد الاستفهام وللوعد بعد الطلب (الأمر أو النهي).
2) لا: حرف جواب يفيد النفي بعد سؤال مثبت، وتحذف الجملة بعدها كثيرا.
3) أجل: حرف جواب مثل (نعم) وهي بعد الخبر أحسن من نعم.
4) بلى: حرف جواب يأتي بعد النفي ويفيد إبطاله، سواء أكان الكلام مقرونا بالإستفهام أم مجرد عنه.
5) إي: حرف جواب بمعنى (نعم) غير انها لا تكون إلا قبل القسم.